# Stewart SF02
A Stewart SF02 egy Formula–1-es versenyautó, amelyet a Stewart Grand Prix csapat tervezett és versenyeztetett az 1998-as Formula–1 világbajnokság során. Pilótái Rubens Barrichello és Jan Magnussen voltak, valamint az utóbbit a szezon második felétől váltó Jos Verstappen.

## Áttekintés
A Stewart az előző idényben debütált, és újoncként kisebb sikereket elkönyvelhetett. Ezt a második idényükben nem sikerült továbbvinni, aminek főként az volt az oka, hogy nemcsak végig kellett versenyezniük egy szezont, hanem közben készülniük kellett az újra. Az SF02-es ezért késve készült el és nem volt elég idejük tesztelni. Nehezítette a dolgukat az is, hogy 1998-ban új aerodinamikai szabályokat vezettek be a sportágban, ezért a korábbi autójukra nem építhettek. Főként a futóművel voltak problémák, amiket az újfajta, barázdált abroncsok okoztak. A megbízhatósági problémák továbbra is fennálltak, habár nem annyira, mint az előző évben. Mindössze öt pontot szereztek egész idényben, ami a konstruktőri nyolcadik helyre volt elég. Magnussen Kanadában szerezte meg karrierje egyetlen pontját, ezután le is cserélték őt Verstappenre.

## Eredmények
Félkövérrel jelölve a pole pozíció, dőlt betűvel a leggyorsabb kör.
| Év   | Csapat  | Motor           | Gumik | Pilóták            | 1   | 2   | 3   | 4   | 5   | 6   | 7   | 8   | 9   | 10  | 11  | 12  | 13  | 14  | 15  | 16  | Pontok | Helyezés |
| ---- | ------- | --------------- | ----- | ------------------ | --- | --- | --- | --- | --- | --- | --- | --- | --- | --- | --- | --- | --- | --- | --- | --- | ------ | -------- |
| 1998 | Stewart | Ford VJ Zetec-R | B     |                    | AUS | BRA | ARG | SMR | ESP | MON | CAN | FRA | GBR | AUT | GER | HUN | BEL | ITA | LUX | JPN | 5      | 8.       |
| 1998 | Stewart | Ford VJ Zetec-R | B     | Rubens Barrichello | KI  | KI  | 10  | KI  | 5   | KI  | 5   | 10  | KI  | KI  | KI  | KI  | KI  | 10  | 11  | KI  | 5      | 8.       |
| 1998 | Stewart | Ford VJ Zetec-R | B     | Jan Magnussen      | KI  | 10  | KI  | KI  | 12  | KI  | 6   |     |     |     |     |     |     |     |     |     | 5      | 8.       |
| 1998 | Stewart | Ford VJ Zetec-R | B     | Jos Verstappen     |     |     |     |     |     |     |     | 12  | KI  | KI  | KI  | 13  | KI  | KI  | 13  | KI  | 5      | 8.       |

† - Nem fejezte be a futamot, de rangsorolták, miután teljesítette a versenytáv 90 százalékát.

## Forráshivatkozások
1. ↑  Engine Ford Cosworth • STATS F1. www.statsf1.com. (Hozzáférés: 2025. január 16.)
2. ↑  Skótkockás álmok – a Stewart Grand Prix története (magyar nyelven). Napi F1 sztori, 2024. július 7. (Hozzáférés: 2025. január 16.)